# Elsenzer Bruchgraben
Der Elsenzer Bruchgraben ist ein Naturschutzgebiet auf der Gemarkung Elsenz im Nordwesten Baden-Württembergs. Das 19,8 ha große Gebiet liegt zwischen den Kernorten Elsenz und Adelshofen der Stadt Eppingen im Landkreis Heilbronn. Mit seinen Feuchtwiesen und Saumstrukturen steht es für die ehemals typische Kraichgaulandschaft entlang des Flusses Elsenz.
Im Norden grenzt direkt das im Rhein-Neckar-Kreis gelegene Naturschutzgebiet Hilsbacher Bruchwiesen an. 

## Geologie und Struktur
Geologisch liegen die Bruchgraben-Seen in einer Talsohle, die mit holozänen Auensedimenten gefüllt ist. Östlich davon tritt am Unterhang die Gips-Keuper-Schicht des Unteren Keupers an die Oberfläche, die im Kraichgau meistens von Löss- und Lösslehm-Sedimenten überdeckt wird. Entlang des Bruchgrabens haben sich Nassgley oder Auengley gebildet. Die kleinparzellige Strukturierung der Seen rührt daher, dass das Gebiet bis in die Mitte des 20. Jahrhunderts von Dreifelderwirtschaft und Realteilung geprägt war und bis 1969 einen Auebereich mit noch mehr Feucht- und Nasswiesen hatte als heute.

## Tierarten
Durch das Nebeneinander verschiedener Kleinstrukturen und Übergangsbiotope bietet das Naturschutzgebiet einer Vielzahl an Tier- und Pflanzenarten wichtigen Lebensraum. Im Elsenzer Bruchgraben brüten seltene, bedrohte Vogelarten wie Baumfalke, Dorngrasmücke, Pirol, Eisvogel, Feldschwirl, Tafel- und Krickente, Kornweihe, Neuntöter, Steinkauz, Schafstelze, Teichhuhn, Wachtel und Weidenmeise. Die Bruchseen mit den angrenzenden Feuchtwiesen und die halb offene Landschaft stellen insbesondere für die Avifauna ein besonderes Brut- und Nahrungshabitat dar. Die angrenzenden Glatthaferwiesen, die teilweise von Obstbäumen bewachsen sind, zeigen die artenreichsten Vegetationstypen des Naturschutzgebiets. In der Bruchgrabenaue leben außerdem zahlreiche Tagfalter- und Libellenarten, wie die Gebänderte Prachtlibelle.